# Lloyd Doggett
Lloyd Alton Doggett II (Austin, 6 ottobre 1946) è un politico e magistrato statunitense, membro della Camera dei Rappresentanti per lo stato del Texas dal 1995.

## Biografia
Nato ad Austin, dopo la laurea in legge Doggett entrò in politica con il Partito Democratico e nel 1973 venne eletto all'interno della legislatura statale del Texas.

## Carriera politica
Nel 1985 lasciò il seggio per cercare infruttuosamente l'elezione alla Camera dei Rappresentanti e quattro anni dopo divenne giudice della Corte Suprema del Texas.
Nel 1994 si ricandidò alla Camera e questa volta venne eletto, risultando uno dei pochi politici democratici a vincere le elezioni in quella tornata. Negli anni successivi riuscì a farsi rieleggere con grosse percentuali di voto, finché nel 2012 decise di cambiare definitivamente distretto poiché il suo era stato ridisegnato in modo da comprendere una grossa fetta dell'elettorato repubblicano. Anche questa volta comunque riuscì a risultare eletto, sconfiggendo l'avversaria.
Ideologicamente Doggett è giudicato un democratico di vedute liberali.
Il 2 luglio 2024, Doggett dichiara che il Presidente Joe Biden e collega di partito dovrebbe prendere la "dolorosa e difficile decisione" di ritirarsi dalla ricandidatura presidenziale per via della confusione e del basso apprezzamento mostrato durante il dibattito organizzato dalla CNN contro l'avversario Donald Trump. Doggett è il primo democratico a dichiarare a Biden di farsi da parte in favore di un altro candidato.